# Àstrid Bergès-Frisbey

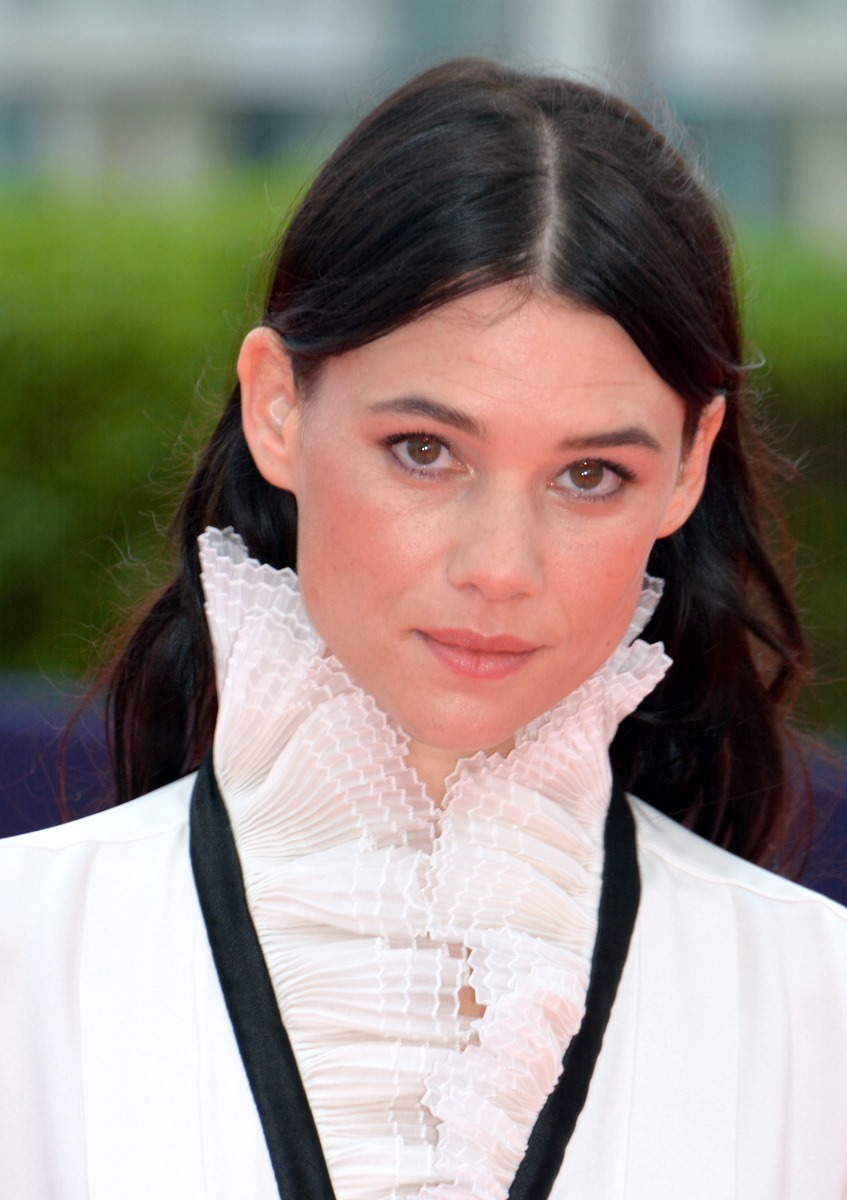
Àstrid Bergès-Frisbey (2020)

Àstrid Bergès-Frisbey (* 26. Mai 1986 in Barcelona) ist eine spanisch-französische Schauspielerin und Model.

## Leben
Àstrid Bergès-Frisbey gab 2007 im französischen Fernsehen ihr Schauspieldebüt. Seitdem hatte sie Auftritte neben Isabelle Huppert, Vincent Perez und Daniel Auteuil. Im Jahr 2008 war Bergès-Frisbey in dem Film Heiße Küste erstmals auf der Kinoleinwand zu sehen. Für die Modemarke French Connection modelt sie seit deren Frühjahr/Sommer-2010-Kampagne.
Von den Produzenten Jerry Bruckheimer und Regisseur Rob Marshall ausgesucht, war Bergès-Frisbey 2011 international im vierten Teil der Piraten-Saga, Pirates of the Caribbean – Fremde Gezeiten, als Meerjungfrau Syrena zu sehen.
Bergès-Frisbey lebt in Paris. Sie spricht Französisch, Spanisch, Englisch und Katalanisch.

## Filmografie (Auswahl)
- 2007: Sur le fil (Fernsehserie, 3 Episoden)
- 2007: Divine Émilie (Fernsehfilm)
- 2008: Elles et moi (Fernsehzweiteiler)
- 2008: Heiße Küste (Un barrage contre le Pacifique)
- 2009: Triff die Elisabeths! (La Première étoile)
- 2009: Extase
- 2009: La reine morte (Fernsehfilm)
- 2010: Bruc – Napoleons blutige Niederlage (Bruc. El desafío)
- 2011: La fille du puisatier
- 2011: Pirates of the Caribbean – Fremde Gezeiten (Pirates of the Caribbean: On Stranger Tides)
- 2012: The Sex of Angels (El sexo de los ángeles)
- 2013: Juliette
- 2014: I Origins – Im Auge des Ursprungs (I Origins)
- 2015: Alaska
- 2017: King Arthur: Legend of the Sword
- 2020: L’autre
- 2020: Calls (Fernsehserie, 3 Episoden, Sprechrolle)
- 2021: Countdown in Madrid (Crime Game / The Vault / Way Down)
- 2021: Capitain Marleau (Fernsehserie, Episode 4x01 La cité des âmes en peine)
- 2024: Cuckoo